# Патриарх Александрийский
Патриарх Александрийский — епископ египетской Александрии. В настоящее время подобный титул носят 3 главы различных христианских церквей:
- Папа и Патриарх великого града Александрии, Ливии, Пентаполя, Эфиопии, всего Египта и всей Африки, глава Александрийской Православной Церкви, известный также как Папа Александрийский и всей Африки и Патриарх Престола Святого Марка. Титул Предстоятеля: «Его Блаженство Папа и Патриарх Великого Града Александрии, Ливии, Пентаполя, Эфиопии, всего Египта и всей Африки, Отец Отцов, Пастырь Пастырей, Архиерей Архиереев, Тринадцатый Апостол и Судия Вселенной»[1],
- Коптский Патриарх Александрийский, глава Коптской Церкви, известный также как Папа Александрийский и Патриарх престола Святого Марка и Папа Египетский (для отграничения его от папы римского),
- Коптский Католический Патриарх Александрийский, епископ, подчиняющийся Римской-Католической Церкви.